# 11073 Cavell
A 11073 Cavell (ideiglenes jelöléssel 1992 RA4) a Naprendszer kisbolygóövében található aszteroida. Eric Walter Elst fedezte fel 1992. szeptember 2-án.